# 클리퍼드 슐

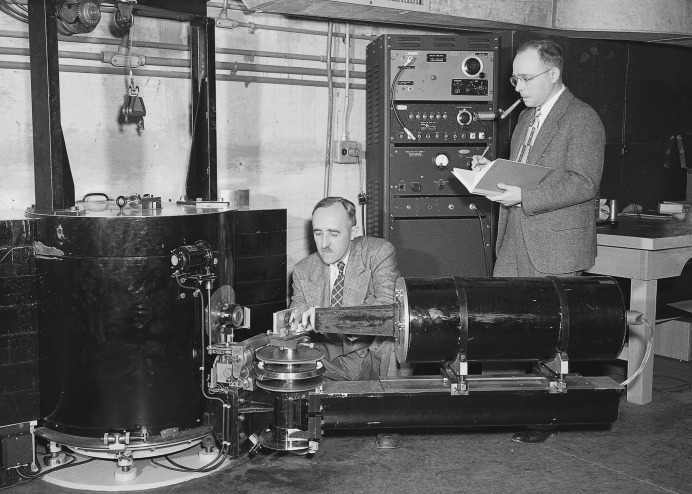
1949년의 클리퍼드 슐 (오른쪽).

클리퍼드 글렌우드 슐(Clifford Glenwood Shull, 1915년 9월 23일 ~ 2001년 3월 31일)은 노벨상을 수상한 미국의 물리학자이다.

## 생애
슐은 피츠버그의 셴리 고등학교에 다녔고, 카네기 멜런 대학교에서 BS를, 뉴욕 대학교에서 PhD를 받았다. 1955년 MIT에 들어갔고 1986년 은퇴하였다.

## 연구
클리퍼드 G. 슐은 1994년 캐나다의 버트럼 브록하우스와 함께 노벨 물리학상을 받았다. 이 둘은 중성자 산란 기술을 개발한 공로로 상을 받았다. 그는 또 응집 물질에 대한 연구를 수행하였다.